# ウイキョウ
ウイキョウ（茴香、学名: Foeniculum vulgare）は、セリ科ウイキョウ属に分類される、多年生の草本植物である。ウイキョウ属唯一の種で、英語名からフェンネルとも呼ばれている。伝統的なハーブの一つとしても知られ、甘みのある香りと樟脳のような風味があり、古くから香辛料や薬草などとして用いられ、栽培も行われてきた。果実もフェンネル・シーズ（フェンネルシード）とよばれるスパイスとして利用される。主に、葉はビネガーに漬けたり、煮込みや魚の香草焼きに使われたりする。種子はパン生地に使われる。肥大した株元は、サラダやスープにして食べる。

## 名称
中国植物名は茴香（ういきょう、ハイシヤン、ホエイシャン）と書き、その由来は、腐った魚に使うと香りが回復するから名づけられたといわれる。和名ウイキョウ（茴香）の語源は、日本に伝わったときに「茴」を唐音で「ウイ」、「香」を漢音で「キョウ」と読んで名付けられたのだとする説が存在する。別名として、ダイウイキョウ（大茴香）と呼ぶ場合のあるスターアニス（トウシキミ）に対して、ショウウイキョウ（小茴香）と呼ぶ場合もある。
また、英語名のフェンネル (Fennel) の名でも知られ、フェネルとも読まれる。フランス名からフヌイユ (fenouil)、イタリア名でフィノッキオ (Finocchio) とも呼ばれる。
属名 Foeniculum は、「小さな干し草」を意味するラテン語に由来し、中世ヨーロッパでは fanculum と呼ばれ、その後に Fenkel や Finule の名で広まっていった。種小名の vulgare は、ラテン語で「普通の」という意味である。古代ギリシャ名ではマラトン (mararthon) と呼ばれており、「細くなる」という意味の maraion に由来する。

## 分布・産地
ヨーロッパ原産、もしくは地中海沿岸が原産とされる。インド、アジア、オーストラリア、南北アメリカの各大陸に広く分布し、北アメリカでは野生化している。セリ科の植物としては珍しく、海岸近くや川の土手の乾いた土壌でよく生育する。
古代エジプトや古代ローマでも栽培されていた記録が残っており、ヒトが特に古くから栽培してきた植物の1つとされる。その後は世界各地で栽培されており、現代においてはエジプトだけではなく、シリア、インド、イギリス、ドイツ、イタリア、フランス、ハンガリー、レバノン、ブルガリア、北アメリカ、中国なども主産地として挙げられる。日本には平安時代に中国から渡来した。なお、21世紀初頭の日本における主産地は長野県や鳥取県である。

## 形態・生態
外見はイノンド（ディル）に非常によく似ているが、ウイキョウは耐寒性の多年草である。草丈は1メートル (m) から2 m程度に達し、左右には45センチメートル (cm) ほど広がる。茎は密生して全体が枝分かれし、円柱状の中空で成長すると筋が立つようになる。葉は次第に分かれて葉片が糸状に細くなった2 - 3回羽状複葉で、全体の長さは40 cm以上になり、全草が鮮やかな黄緑色をしている。葉柄の根元部分は鞘状になっている。
花期は夏（7 - 8月）で、頭花は茎頂に小花柄と呼ばれる単一茎から伸びる、20 - 50の黄色い小花からなる複散形花序を形成し、傘形に多数咲かせる。複散形花序は総苞を欠き、大型で、15 - 20の小散からなる。花にはかすかにアニスのような芳香がある。花弁は黄色で内側に曲がる。
秋には7 - 10ミリメートル (mm) 程度の長楕円形をした麦粒状の緑がかった茶褐色の果実をつける。黒褐色と淡色のくっきりした筋がついているところに特徴があり、表面が平らなものや膨らんだものがある。分果は分離しやすく、わずかに湾曲した長楕円形である。

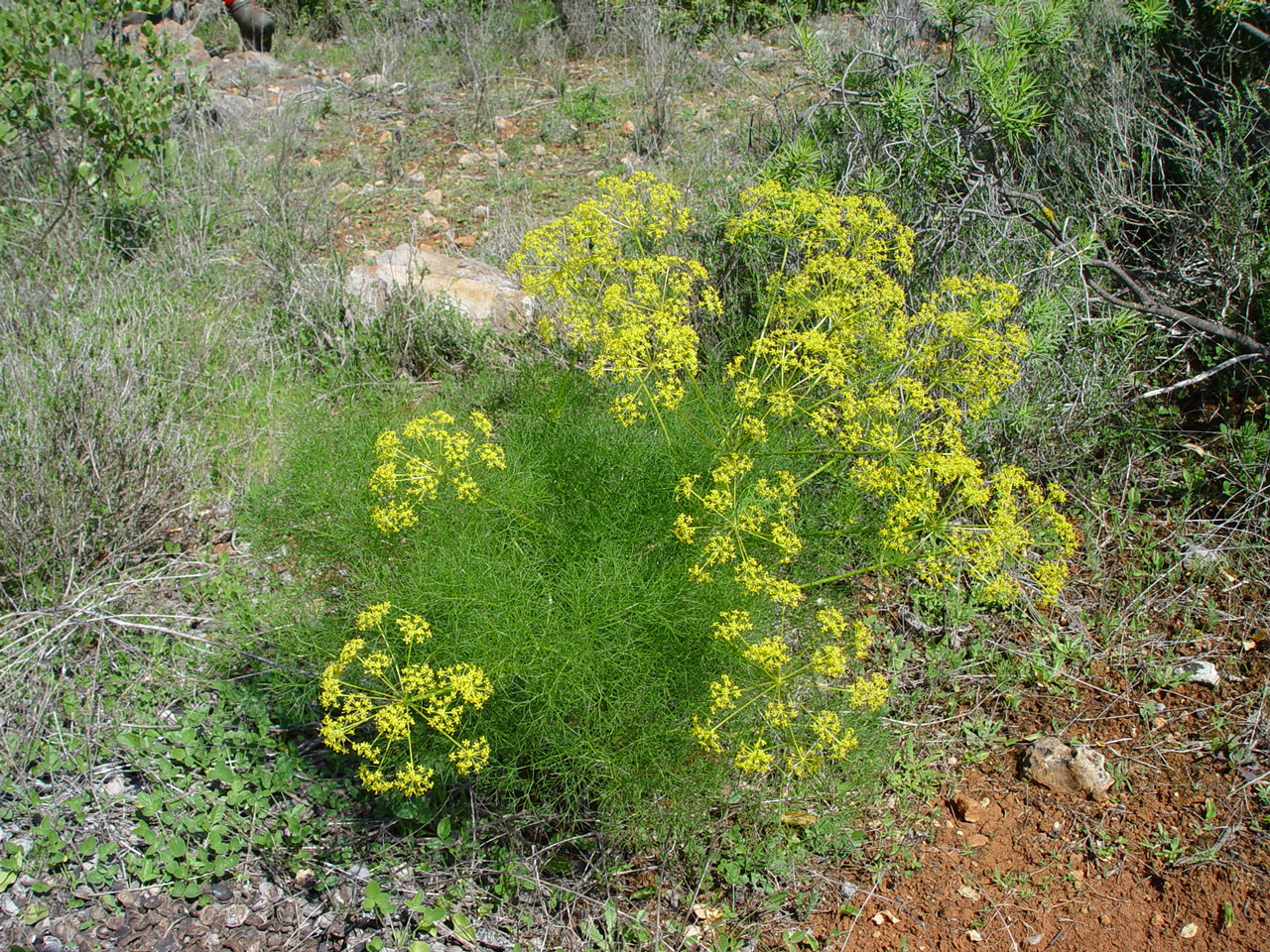
野生の姿
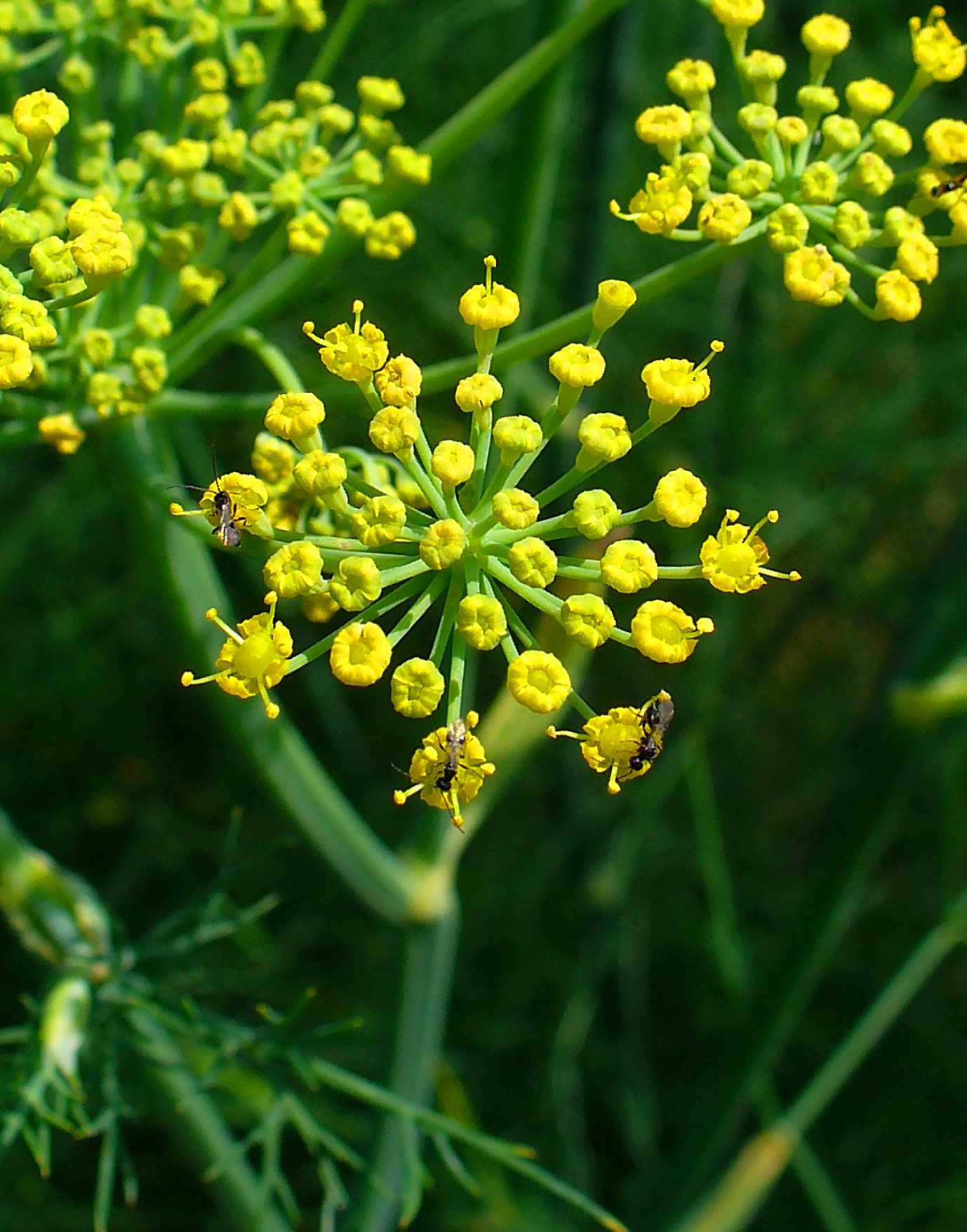
花
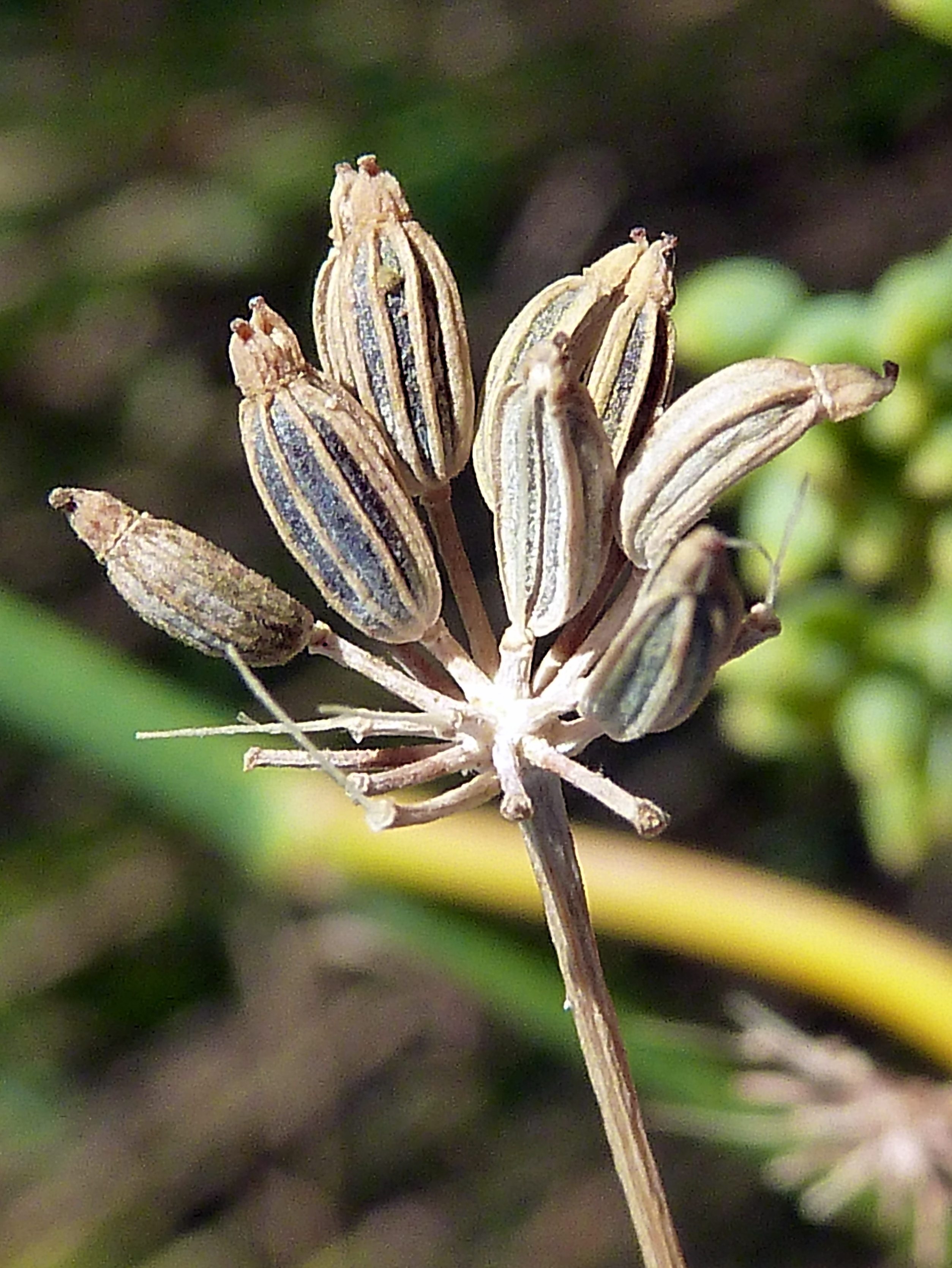
果実

## 歴史

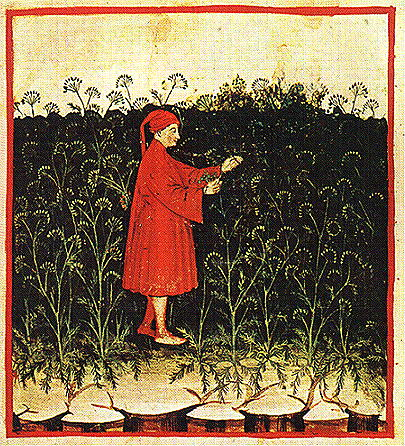
『健康全書』中のフェンネル（14世紀ごろ）

フェンネルは人類史において、数千年ほど前のもっとも古い時代から栽培されているハーブの一つである。原産地の地中海沿岸では、古代ギリシャ人が利用し、人々は空腹を抑えるためにフェンネルを食べた。古代ローマ人は野菜として食べ、ローマ軍の遠征によってヨーロッパ全土へと広まっていった。胃腸の働きを整え、視力をよくする力があるとされ、古代ローマの戦士たちにも携帯されていたといわれる。その種子と芽については、961年のスペインの農耕記録にも残されており、1066年ノルマン征服以前のアングロサクソンの料理法と薬用法について言及がなされている。ローマのパン職人は、パンに風味を加えるために、パン生地の下にフェンネルの葉を置いてパンを焼いた。
中世ヨーロッパでは、村人が夏至祭の前夜に、災いや魔物から家を守る目的で、他のハーブと一緒に戸口に吊るしていたり、虫を追い払うためにも用いられた。ピューリタン（清教徒）は「礼拝の種」と呼んで、長い礼拝の合間によくフェンネルの種子を噛んでおり、カトリック教徒も断食日の間の空腹を紛らわすために種子を食べた。1657年、植物学者のウィリアム・コールズが、著書 “Adam in Eden, or Nature's Paradaise”の中で、フェンネルでつくったジュースやスープを肥満患者に食事で与えると、その患者はやせて細くなると言及している。 19世紀のアメリカの詩人ロングフェローは、「低い草木の上に塔のようにそびえる黄色い花をつけたフェンネル」と歌っている。
中国へは西方（ヨーロッパ・地中海沿岸）から伝えられ、さらに日本へ渡来したとみられている。『和名類聚抄（和名抄）』（10世紀）に出てくる「クレノオモ」がウイキョウの古名とされている。江戸時代の日本では、食用での利用は不明であるが、薬用としてかなり広く栽培されていたとみられている。変種のフローレンスフェンネル（イタリーウイキョウ）が日本に導入された時期は定かではないが、明治中期ごろと考えられている。

## 栽培

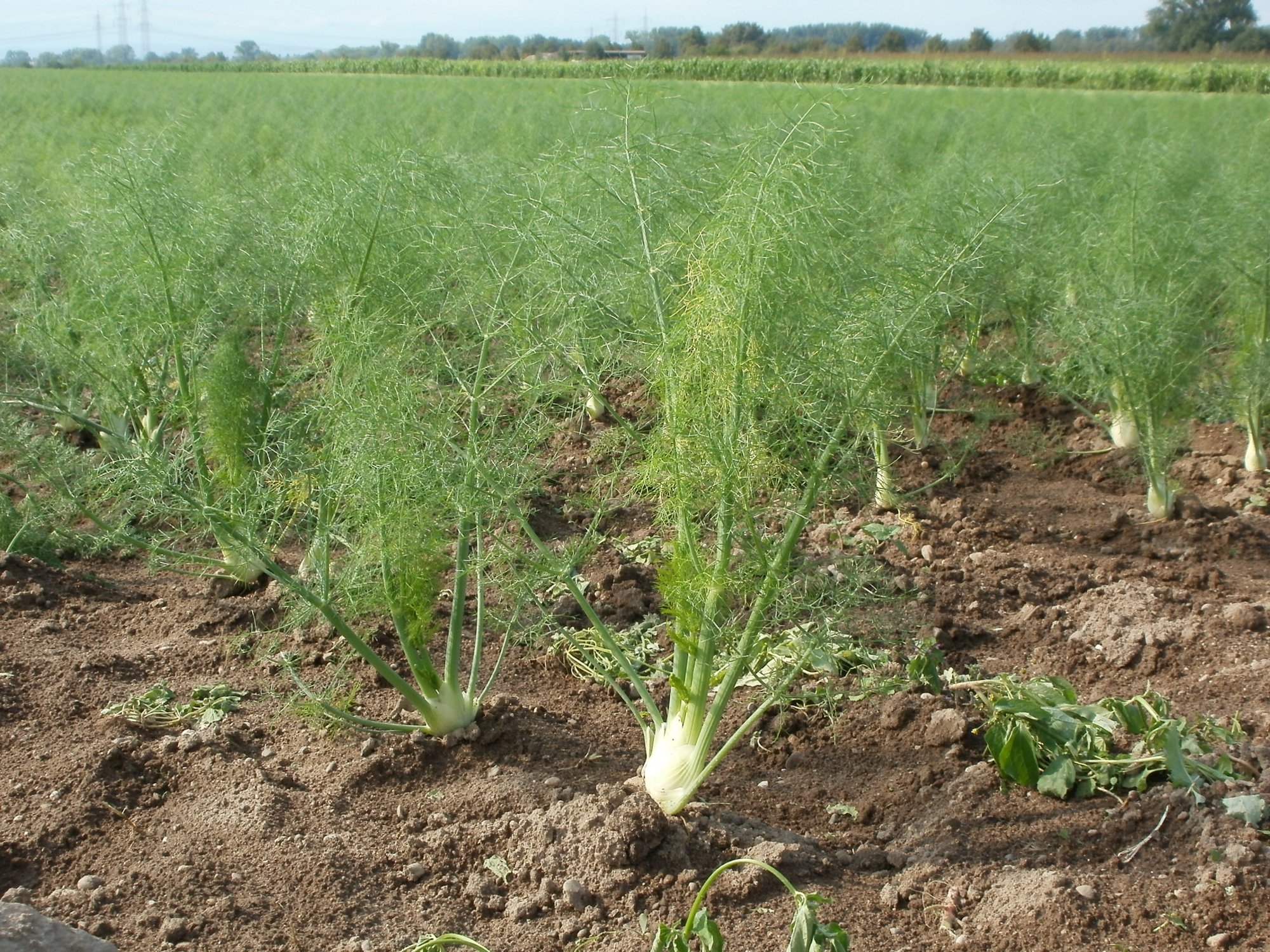
ドイツのフェンネル畑

フランス、ドイツ、イタリア、ブルガリア、エジプト、アメリカなどで広く栽培されている。日本では半野生化したものがあるが、香辛料野菜としての栽培はほとんど見られない。
栽培は、種まきか株分けによって繁殖する。株分けによるものは収穫が多いが、株の劣化が早いという欠点があることから、一般には種まきによる方法が行われている。冬は地上部が枯れるが、根株は耐寒性が強く冷涼地でも越冬することができる。耐暑性もあり、夏の暑さにも問題になることはあまりない。2年目以降は、6月ごろに開花し、8月ごろに果実が成熟する。ウイキョウは土壌に対する適応性が広い特徴がある。
種まきは春から初夏にかけて行い、初夏から晩秋にかけて収穫する「春まき」が基本だが、「秋まき」でも育てられる。育苗ポットで苗を育ててから定植してもよい。種をまいたら薄く覆土して鎮圧する。種まき後の温度を20℃程に保つと、10日 - 14日ほどで発芽する。夜間の気温が5℃を下回らなくなったら、新しく耕した場所に直まきすると、14日 - 20日ほどで発芽する。土壌は、温かい日なたで水はけの良い肥沃な土地が良く、土の栄養分が不足して乾燥した状態で育てていると苦くなる。また、鉢植えにしても水はけの良い赤玉土などにすればよく育つ。発芽したら間引きながら育て、最終的に株間を30センチメートル (cm) 程度にあける。草丈が20 cmくらいになったら、追肥と土寄せを行う。
葉を目的に収穫する場合には花が咲く前に行い、花が咲きはじめたら花を摘み取るようにする。株が大きくなったら、先端15 - 20 cmくらいを随時収穫して葉を利用する。株元の鱗茎が大きくなったら、根元から切って収穫する。
果実を収穫する場合、8 - 10月の果期に果実の表面が緑色から黄色に変わって縦縞の線が現れてきた果穂から、順次切り取って収穫する。収穫後の果穂は天日でよく乾燥させてから脱穀して、果実（種子）だけを採取する。スパイスに利用できるフェンネルシーズは、手で揉むなど脱穀して採取した果実である。1年目の収穫量は少ないが、2年目以降は増えて3 - 5年目が収穫量の最盛期になる。果実を収穫したら、株を刈り込んでやると、新しい葉が出るようになる。良い香りを持続させるためには、3 - 4年に一度は移植すると良いといわれている。
病害として、フェンネルはべと病にかかりやすく、悪くすると腐ってしまうため、しめじめした気候から守るために、植物体の周囲に肥料を施したらマルチングが行われる場合もある。害虫としては、果実が褐色に着色し始めるころに、ナガメが発生する。
ウイキョウ（フェンネル）は、近縁のイノンド（ディル）と交雑しやすく、雑種化すると質が劣化して香味が薄くなってしまうので、互いに近くに植えないように管理に注意を要する。また、コリアンダー（コエンドロ）を近くに植えていると、ウイキョウの香りが悪くなってしまう。

## 変種・栽培品種

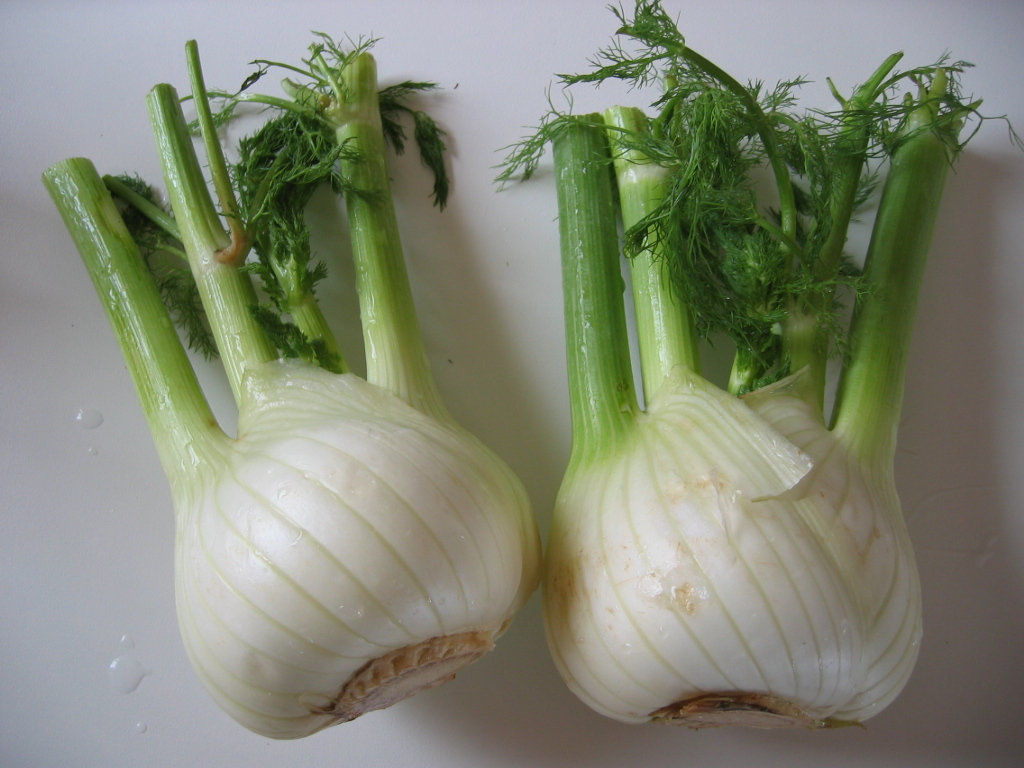
フローレンスフェンネルの球根

- フローレンスフェンネル（学名: Foeniculum vulgare ver. dulce、英: florence fennel、別名: イタリーウイキョウ[19]、アマウイキョウ[18]）
地中海沿岸原産[22]（イタリア南部原産[19]）。全草が香菜として使われるイタリアの品種（ウイキョウの変種）で、こちらは一年草である。高さ60 - 100 cm[17]。葉はウイキョウに酷似し、葉柄基部が肥厚して抽台しなければ400 - 800グラムの球を形成する[19]。この葉柄の根元は球根のように白く太っていて[12]、野菜として育てられており[15]、生け花の花材としても利用される[10]。独特の甘みと芳香があって[19]、食欲増進、消化不良、健胃作用があるといわれており、芳香成分アネトールは女性ホルモンに似た働きがあるとされている[22]。フェンネルのような強い辛味はなく、アニスやセロリに似た味がする[22]。スライスしてサラダや、茹でたものをマリネにしたり、煮込み料理にも使われる[22]。
- ブロンズフェンネル (学名: Foeniculum vulgare ‘Purpureum’)
耐寒性の多年草で、草丈1.5 - 2.1 m、左右には45 cmほど広がる。夏に黄色い小花を散形花序に咲かせ、花後によい香りの種子ができる[15]。

## 利用
主に種子を香辛料として利用するが、ヨーロッパでは生の茎葉も料理に利用する。他にも、魚の香りを回復させたり、お酒、お菓子、石鹸などにも用いられている。野菜としては、葉を食べる品種と、肥大した茎を食べる品種がある。若い葉および果実は、甘い香りと苦みが特徴で消化促進・消臭に効果を有し、香辛料や香料として食用、薬用、化粧品用などに古くから用いられてきた。粉砕した果実を水蒸気蒸留して精油を採取する。収率は4パーセントから7パーセント程度とされる。リキュール、ベルモットなどのお酒に利用される。
種子を乾燥した状態では、アニスやスターアニス（トウシキミ）に似た甘い香り、若干の苦み、樟脳のような香味が有る。ディルシードとよく似ている香りであるが、より甘く繊細な香りを有する。芳香の主成分はアネトール (trans-anethole, C6H4(OCH3)C3H5) が精油の50 - 60%を占め、フェンコンの含有量によって芳香感が大きく左右され、フェンコンが多いと甘みが弱くなって苦味が強くなる。この香りを利用して、石鹸などに用いられている。

### 食用
食用に使える部位は幅広く、葉・茎・花・鱗茎・種子のように見える果実に至るまで食用になる。野菜としての茎葉は、主な旬が5 - 10月で、葉がやわらかくて緑色が映え、肥大した根元の茎が白くて斑点などがないものが市場価値の高い良品とされる。
スープ、シチュー、肉料理などの香辛料として使用するフェンネル・シーズまたはフェンネルシード (fennel seeds / fennel seed) は、種子のように見えるものの、正確には果実である。魚料理との相性が良く、魚の臭い消しと脂っこさを感じさせない効果から、「魚のハーブ」「フィッシュハーブ」の異名がある。プディングやザウアークラウト、パン・菓子・ゼリーの風味付けにも使われる。
イタリア料理の代表的な食材の一つとして知られ、西洋では茎葉が魚料理で広く使われるほか、ピクルスの風味付けに用いられ、インドでは果実がカレー料理のスパイスに、中国では五香粉の原料の1つとして用いられる。またアブサンの主要な三成分の一つであり、パスティスやアクアビットなどの酒類・リキュール類の香り付けにも用いられる。

#### 葉・茎・花
ディルに似た葉は先端のやわらかい部分が使われ、甘い香りが特徴で、サラダやピクルスの風味づけ、スープ、魚料理などに使われる。生の葉はサバやサケなどの魚料理でよく使われており、刻んでソースに入れたり、そのまま飾りつけに使われる。若葉はオリーブ油やビネガーに漬け込んで香りを移し、ドレッシングなどの調味料として利用する。
茎や花は葉といっしょにサラダにしたり、煮込み料理に利用する。株元が大きくなった鱗茎（葉柄基部が肥大した部分）はフィノッキオ (finocchio) ともよばれ、パリッとした食感があり、主に野菜として煮込み、蒸し、炒め、焼き、あるいは生のまま出され、玉ねぎのようにサラダや煮物、炒め物、スープなどに用いられる。茎・葉は生食されるが、その他にも佃煮、シチューなど肉料理の香味野菜として使用される。
イタリアの料理人は、茎をスープやサラダに入れる。沖縄料理においては、整腸作用のある島野菜として珍重されていた。魚汁やまーす煮（マース煮）などの魚料理の臭い消しとして用いられ、時にヒラヤーチーなどの薬味としても用いられた。

#### 果実

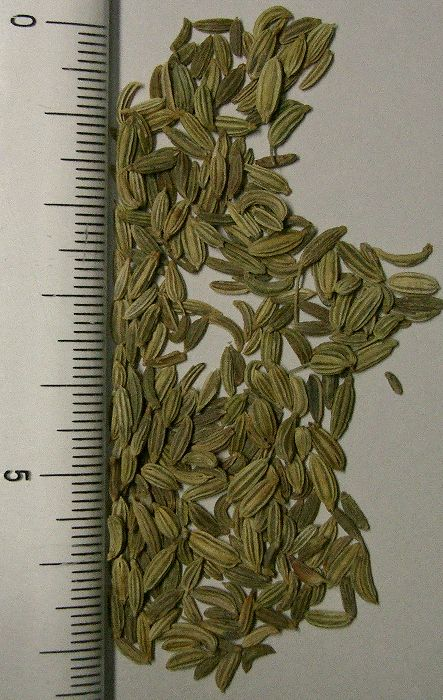
フェンネル・シーズ

果実（フェンネル・シーズ／フェンネルシード）はアニスに似た爽やかな風味を持つ甘い芳香があり、カレー、中華料理のスパイス、クッキー、スコーン、菓子などに使われる。そのまま粒状のものは「ホールシード」ともよばれ、使用上必要に応じて粉砕し粉末にしたものは「フェンネルシードパウダー」とよばれている。ケーキやペイストリーなどの菓子のほか、パン、スープ、シチュー、ピクルス、魚料理、ザワークラウトなどの香味付けに用いられ、特にアップルパイ、ビスケット、キャンディによく合う。
イタリアでは、種子をソーセージの風味づけに使う。砕いた果実は、中国の五香粉の重要な構成要素の一つでもある。インドの郷土料理や、パキスタン・アフガニスタン・イランの料理でも欠かせない。インドとパキスタンでは、食後の口臭消臭剤として煎った種子を噛む習慣がある。フェンネル・シーズを様々な色の砂糖でコーティングした物（ヒンディー語で「ソーンフ」。ウイキョウの意味）が、日本のインド料理店で口直しとしてレジの横などに置かれている場合がある。
種子に含まれる栄養成分は食物繊維が豊富で、ビタミンA・ビタミンB複合体・ビタミンC・Eのほか、銅・鉄・カルシウム・カリウム・マンガン・マグネシウムなどのミネラル類を含む。脂肪油を12パーセントから18パーセント程度含む。
ただし食べ過ぎると、種子に含まれる精油成分によって痙攣を引き起こしたり、神経系が乱れることがあるとの指摘もされている。

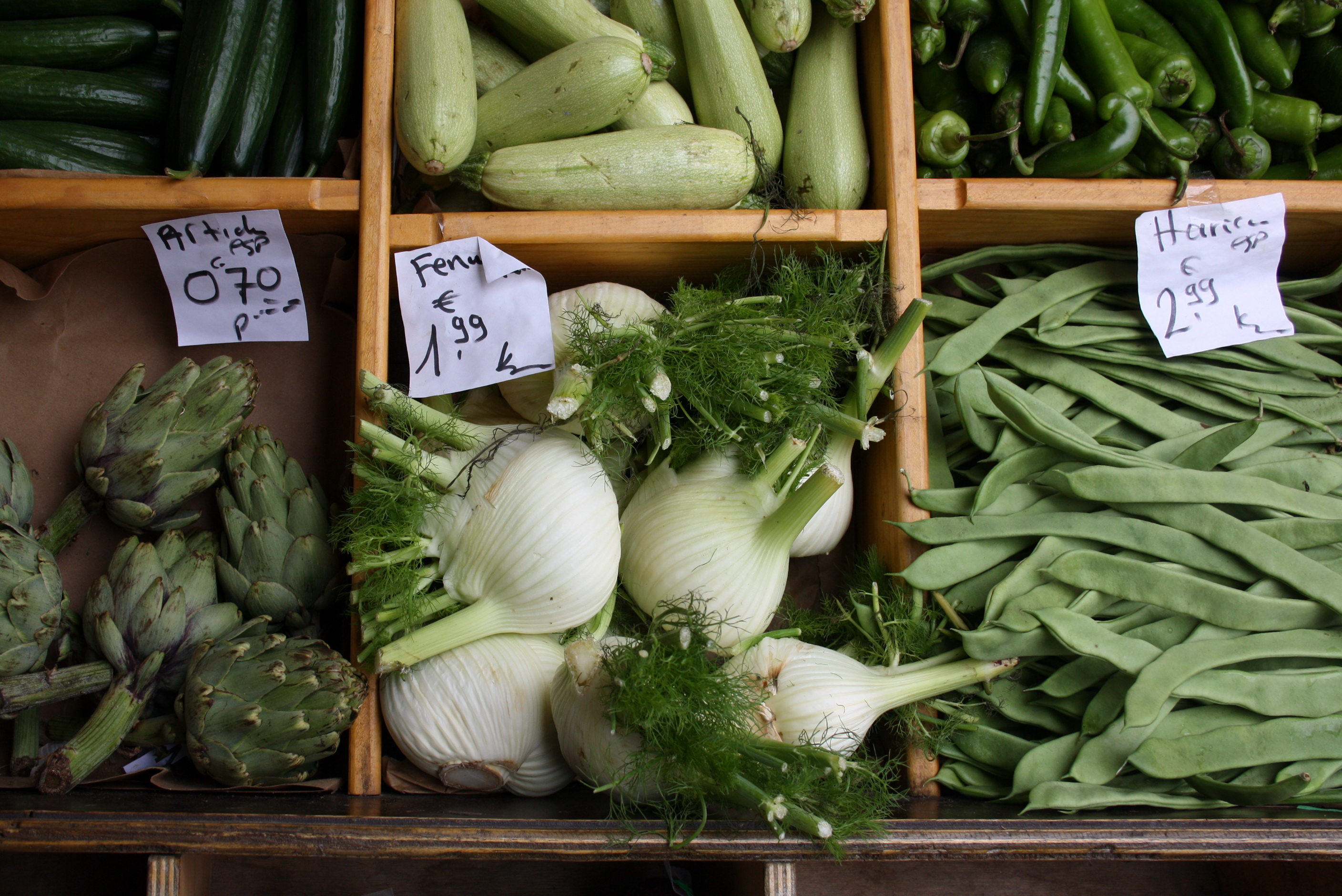
青果店の店頭に並ぶフェンネル
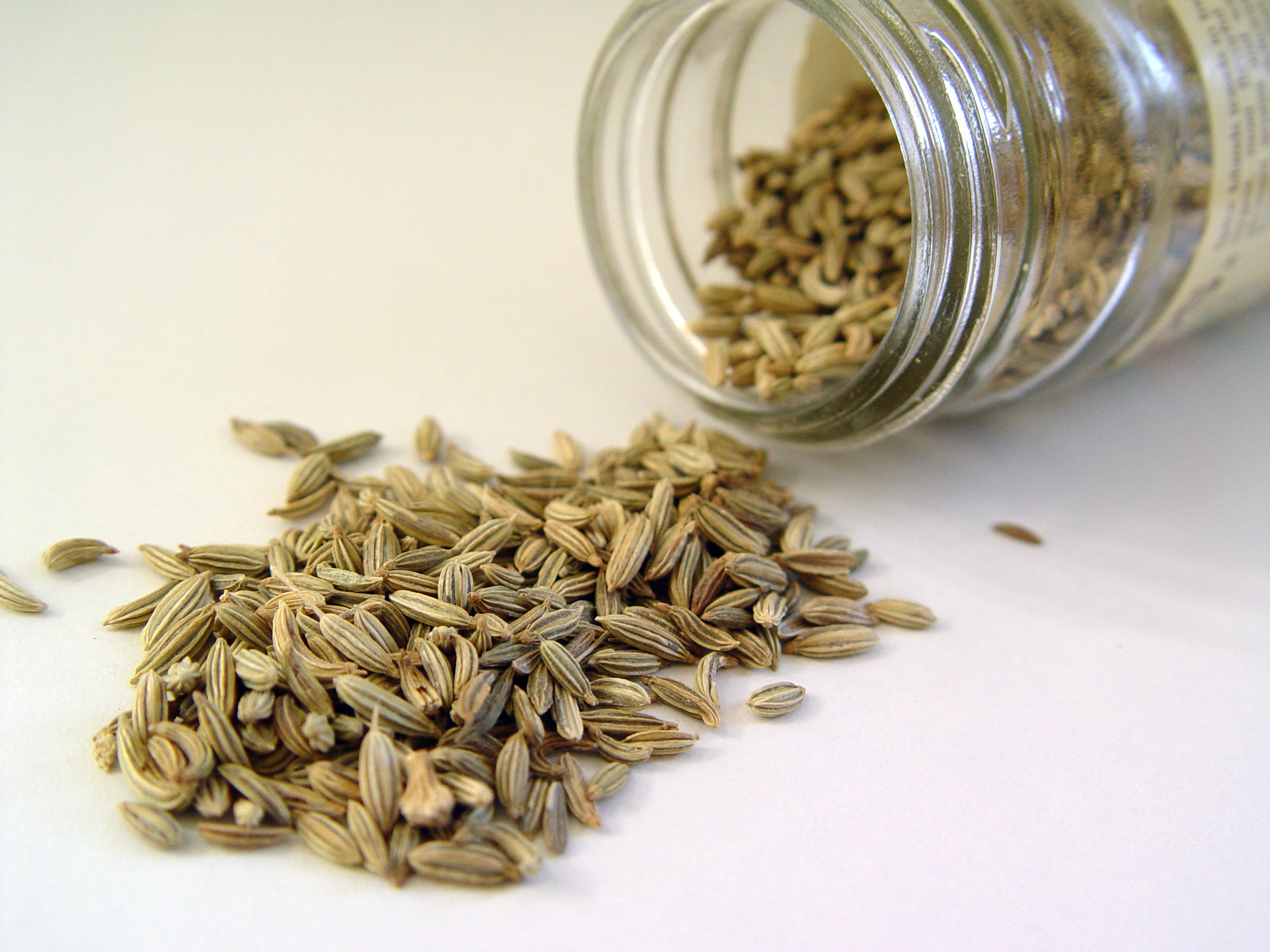
香辛料としてのフェンネル（フェンネル・シーズ：種子のように見える果実）
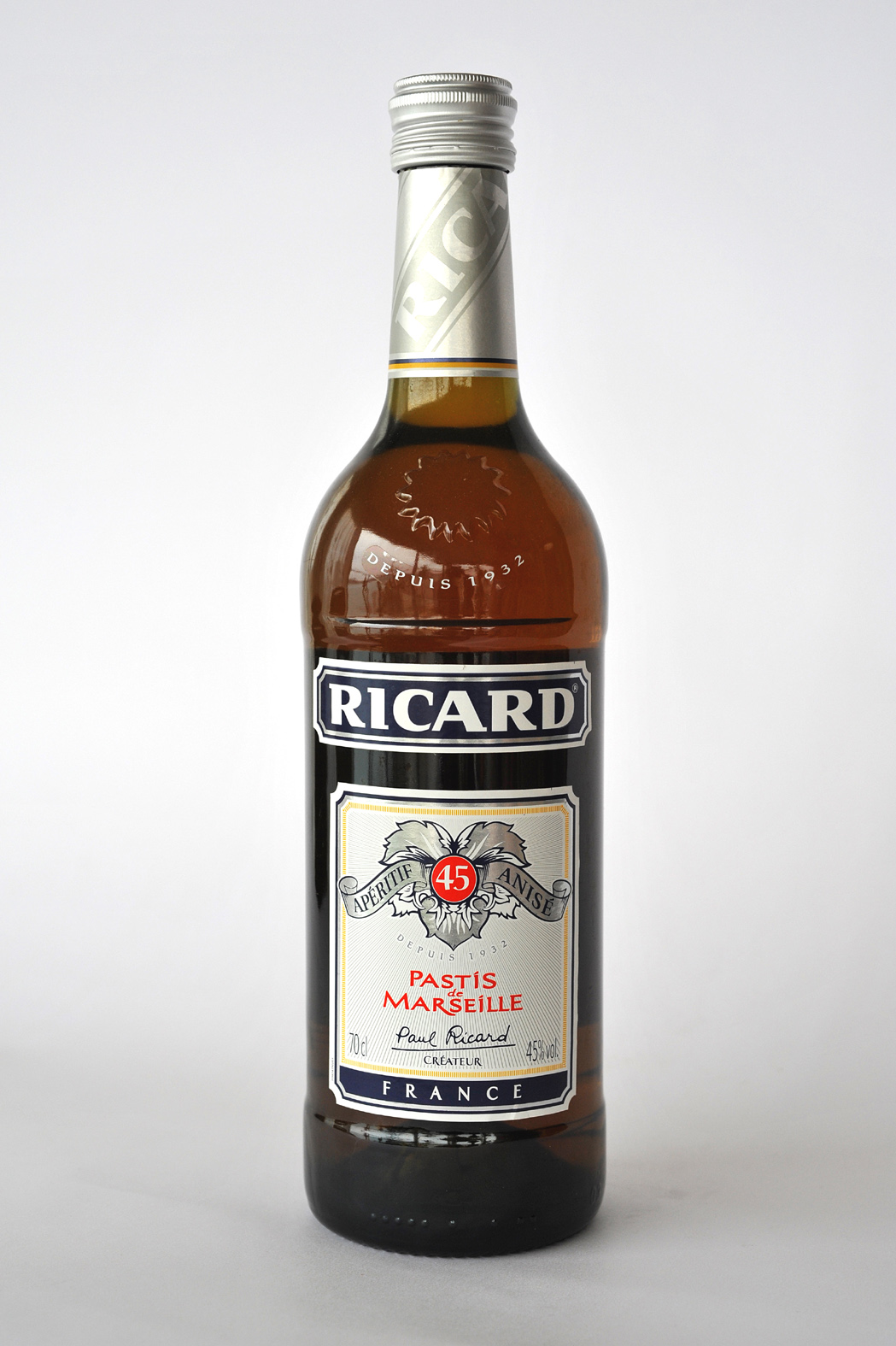
フェンネルを香り付けに使っているパスティス

### 薬用
昔から、腸内ガスによる膨満感、さしこみ痛、胸やけ、膀胱炎、コリック（疝痛）、痙攣などの予防に使われてきている。生薬としては、ウイキョウの果実が使われる。同じセリ科のイノンドと同様に、健胃、消化促進、抗酸化、腸内ガスの排出（駆風）、抗膨満、去痰などの薬効が有るとされる。
フェンネルの芳香は、女性ホルモン（エストロゲン）と同じ働きをするフィトエストロゲン（植物性エストロゲン）が豊富に含まれている。北米更年期学会 (NAMS) の研究班の調査から、女性の更年期障害のほてり（ホットフラッシュ）や不眠、不安の症状の改善に効果が出ると判明している。
中国薬物名として小茴香（しょうういきょう）と称する場合が有る。日本列島では7月から9月にかけて果実を採取し、それを干した物が、日本で茴香（ういきょう）と称している生薬である。和漢薬として用いられ、急性カタル、脚気、嘔吐、腹痛などの症状に処方される。
漢方方剤の安中散（あんちゅうさん）に配合される生薬の1つとして知られ、また太田胃散（漢方＋西洋薬の処方）、口中清涼剤の仁丹などにも使われており、年間100トンが製薬原料として消費される。漢方方剤では、例えば安中散や丁香柿蒂湯に配合する。
民間療法では、胃痛・腹痛に果実1日量2 gから3 g程度を、400 ml程度の水で煎じて、それを1日3回に分けて、温かい状態で服用する用法が知られている。食べ過ぎ、飲み過ぎ、胃もたれ、消化不良、食欲増進、痰切り、膨満感などには、紅茶にウイキョウ数粒を入れて食間に飲んだり、そのまま充分に噛んで飲んでも良いとされる。また口臭を消す効果も有し、イノンドと効用がよく似る。胃腸を温める作用も持つため、腹を冷やした際に起こした腹痛に良いとされるのに対して、胃に熱がある人には使用禁忌とされる。種子を軽く煎じた液は、洗眼にも用いられる。
果実の代わりに、生葉を細かく刻み、スープの具として多めに入れた物を飲む方法も考えられ、駆風、痰切り、咳止めに役立つと考えられている。また、果実を収穫した後に残された茎葉は、イノンドと同様に浴湯料として使用できる。

#### 成分
フェンネルの茎葉に含まれる精油は、アネトール（トランスアネトール）が多く含まれ、リモネン、アニスアルデヒド、α-ピネン、ミルセン、フェンコン、カビコール、シネオール、メチルチャビコールなどの揮発性精油油化化合物が含まれていることがわかっている。トランスアネトールには、去痰や鎮咳作用があるといわれている。
果実は、フェンコン、α-ピネン、カンフェンなども含まれ、フリーラジカルの除去に役立つフラボノイド抗酸化物質（ケンペロール、クェルセチンなど）も含まれている。また、精油も3パーセントから8パーセント程度含まれており、精油成分はアネトールが5割から6割を占め、それに加えてdl-リモネンも含まれる。